# Vanspor
Ne doit pas être confondu avec Van Büyükşehir Belediyespor.
Le Vanspor est un club turc de football, fondé en 1974 et basé à Van. Le Turc Feyyaz Uçar est l'entraineur depuis mars 2020.

## Historique
Le Vanspor naît en 1974 de la fusion de deux clubs amateurs : le Van Gençlikspor (noir et blanc) et le Van Şengençlerspor (jaune et bleu). En 1983, le club est promu en 2. Lig, à cette époque le 2e échelon du football turc, et adopte par la même occasion le statut professionnel. En 1994, après une décennie à lutter pour son maintien, le club obtient de façon inattendue sa promotion en première division du championnat de Turquie (Türkiye 1. Futbol Ligi), où il se maintient de 1994 à 1998. 
Le Vanspor est relégué en 1998, remonte immédiatement en remportant le championnat de deuxième division en 1999, avant d'être de nouveau relégué en 2000. En difficulté financière, le club dégringole en quelques années et réintègre le football amateur en 2004, après avoir été rebaptisé İl Özel İdaresi Vanspor. 
En 2013, le club est renommé Van Tuşba Belediyespor. En 2014-2015, le club se retire de la Van First Amateur League en cours de saison. Pratiquement disparu, le club a été « remplacé » par le Van Büyükşehir Belediyespor, un autre club de la ville fondé en 1982, qui évolue en 3e division du championnat turc (la TFF 2. Lig) de 2008 à 2011.

## Couleurs
Le Vanspor change de couleurs à plusieurs reprises. D'abord en noir et jaune, il adopte en 1983, lors de son passage au professionnalisme, le noir et rouge. En 1997, le club, alors en première division, opte pour le blanc et bleu clair.

## Parcours
- Division 2 : 1983-1994
- Division 1 : 1994-1998
- Division 2 : 1998-1999
- Division 1 : 1999-2000
- Division 2 (devenue TFF 1. Lig) : 2000-2001
- Division 3 : 2001-2002
- Division 4 : 2002-2003[1]
- Amateur : 2004-2014

## Palmarès
- Champion de Turquie de D2 en 1999